# Запис Стевановића храст 1800 (Баћевац)
Запис Стевановића храст 1800 (Баћевац) се налази на парцели чији је власник Стевановић Зоран.

## Локација
| Општина             | Барајево                                              |
| Катастарска општина | Баћевац                                               |
| Потес               | Београдског батаљона                                  |
| Координате          | 44° 34′ 45″ С; 20° 22′ 07″ И / 44.5792° С; 20.3687° И |
| Надморска висина    | 206m                                                  |

## Карактеристике
Дендрометријске вредности утврђене на терену и сателитским снимцима:
| Стабло                     | Храст |
| Висина стабла              | m     |
| Обим дебла                 | m     |
| Пречник крошње             | 17m   |
| Пречник дебла              | m     |
| Висина дебла до прве гране | m     |

## База записа
Запис је у оквиру Викимедија пројекта "Запис - Свето дрво" заведен под редним бројем 1000.